# Нейронная сеть Элмана
Нейронная сеть Элмана — один из видов рекуррентной сети, которая так же как и сеть Джордана получается из многослойного перцептрона введением обратных связей, только связи идут не от выхода сети, а от выходов внутренних нейронов. Это позволяет учесть предысторию наблюдаемых процессов и накопить информацию для выработки правильной стратегии управления. Эти сети могут применяться в системах управления движущимися объектами, так как их главной особенностью является запоминание последовательностей.

## Нейронная сеть RAAM
На основе сети Элмана строится нейронная сеть класса RAAM, которая по своей структуре повторяет элмановскую. RAAM (Рекурсивная авто-ассоциативная память) — это двойная сеть Элмана вида 2N-N-2N, которую используют для сжатия и шифрования информации. На вход сети подаётся битовый сигнал из 2N битов. Обычно сеть имеет размер 20-10-20, первые 10 бит называются «левыми», вторые 10 бит — «правыми». В самом начале на левую матрицу подаётся нулевой вектор бит (0000000000), а на правую — код символа или предложения (например, 0010000000="А"). То же самое подаётся на выходные матрицы. Методом обратного распространения ошибки сеть обучается. Затем 10 бит из скрытого слоя передаются на левую входную матрицу, а на правую поступает очередной символ. В процессе такого рекурсивного обучения информация сжимается и шифруется, что было применено на практике Тома Вёгтленом в 2002 году в работе «Neural Networks and Self-Reference».